# 이곤 (1961년)

이곤(李坤, 1961년 1월 30일 ~ )은 대한민국의 정치인이다. 그리고 제3대 대구광역시의원을 지냈다.

## 학력
- 대륜고등학교 졸업
- 영남대학교 정치외교학과 학사 졸업

### 비학위 수료
- 경북대학교 산업대학원 최고경영자 과정 수료

## 경력
- 민주자유당 대구시당 동구 지구당 청년부장
- 신한국당 대구시당 동구 지구당 총무부장
- 한나라당 경북도지부 지방자치부장
- 한나라당 대구시당 동구 지구당 조직부장
- 수성구청 총무과 근무
- 수성구청 기획감사실 근무
- 한나라당 중앙위원
- 2000.06 ~ 2002.06 제3대 대구광역시의회 의원
- 2000.06 ~ 2000.07 제3대 대구광역시의회 전반기 문교사회위원회 위원
- 2000.07 ~ 2002.06 제3대 대구광역시의회 후반기 행정자치위원회 위원
- 2000.07 ~ 2002.06 제3대 대구광역시의회 후반기 예산결산특별위원회 위원
- 2001.11 ~ 2001.11 제3대 대구광역시의회 U대회 지원특별위원회 위원
- 2001.12 ~ 2001.12 제3대 대구광역시의회 농수산물도매시장현안조사특별위원회 위원

## 역대 선거 결과
|  | 56.2% |

|  | 29.53% |

|  | 6.01% |